# Paavo Virkkunen
Pour les articles homonymes, voir Paavo et Virkkunen.
Paavo Eemil Virkkunen (né Snellman le 27 septembre 1874 à Pudasjärvi et mort le 13 juillet 1959 à Pälkäne) est un pasteur et homme politique finlandais,,. 

## Biographie
Paavo Virkkunen est membre de la famille Snellman (fi). 
Ses parents sont le pasteur Gustaf Adolf Snellman et Hilma Aurora Forsman, une cousine du politicien Yrjö Sakari Yrjö-Koskinen.
En 1892, Paavo Virkkunen obtient son diplôme de fin d'études secondaire du lycée d'Oulu. En 1896, il obtient une licence de philosophie et en 1903 une licence de théologie.
Il soutient sa thèse de doctorat en 1904.
Depuis l'école, Paavo Virkkunen est un ami d'Ilmari Kianto, né la même année.
Au cours de ses études, Paavo Virkkunen est politiquement actif.
Au printemps 1899, dans sa région natale de la rivière Oulu, il collecte des signatures pour  la Grande pétition (fi), de protestation contre le Manifeste de février.
En 1904, Paavo Virkkunen épouse Katri Thulé, la petite-fille d'Agathon Meurman, dont les frères sont, entre-autres, Antti, Martti et Eino Tulenheimo.

## Carrière politique
Paavo Virkkunen est député de la Circonscription de Mikkeli du 2 février 1914 au 31 mars 1919, de la Circonscription Sud de Vaasa, du 1er avril 1919 au 31 août 1936 et de la Circonscription d'Uusimaa du 1er septembre 1939 au 5 avril 1945.
Il est président du Parlement en 1918–1919, 1923–1924, 1926–1927, 1928–1929 et 1929–1930,.
Paavo Virkkunen est ministre de l'Éducation du gouvernement Svinhufvud II (04.07.1930–21.03.1931),.